# Bratislava III

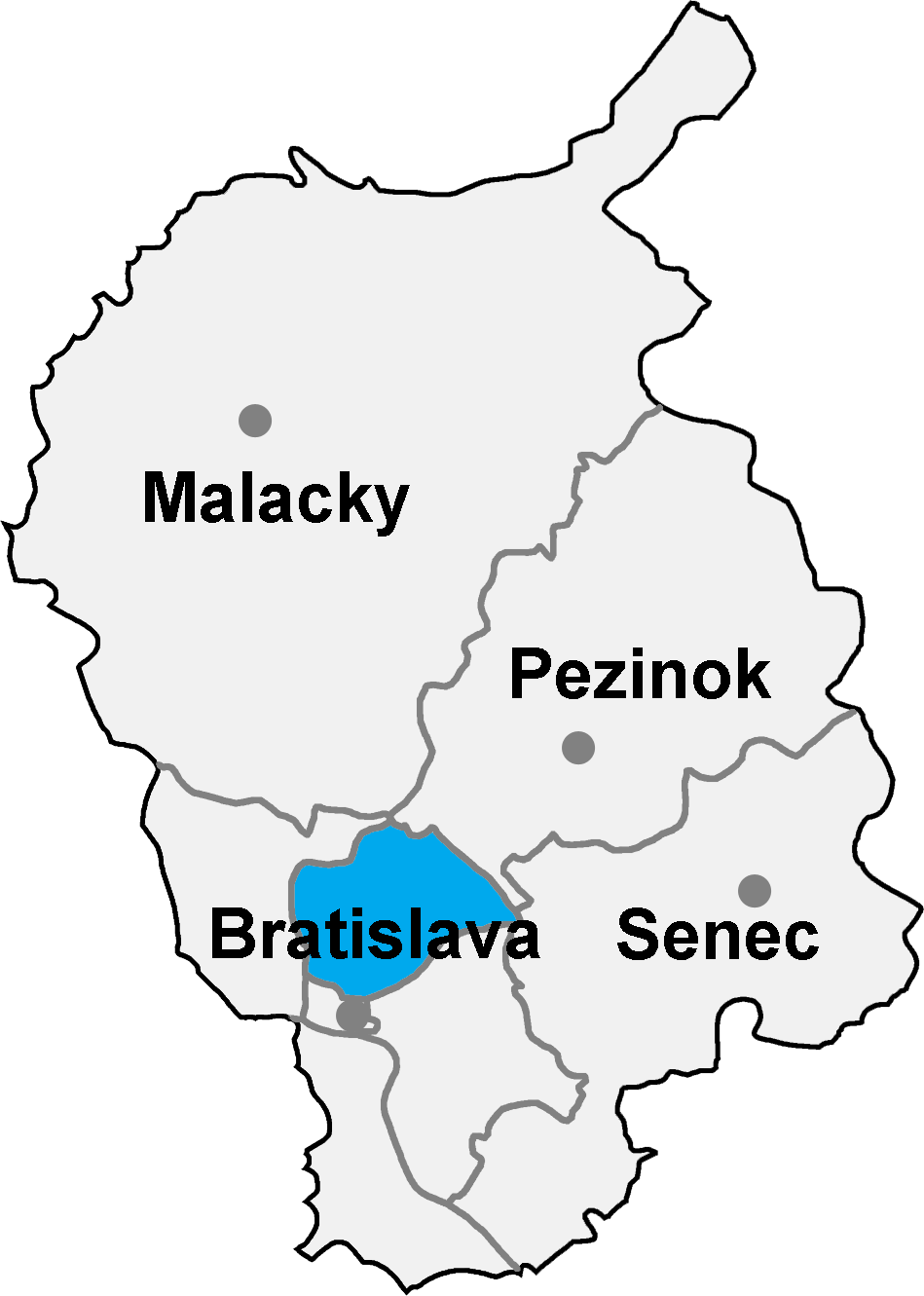
Districtul Bratislava III

Districtul Bratislava III (okres Bratislava III) este un district în Slovacia vestică, în Regiunea Bratislava, orașul Bratislava. Se învecinează cu districtele Bratislava I, Bratislava II, Bratislava IV, Pezinok și Senec. Conține părțile capitalei numite: Nové Mesto, Rača și Vajnory.
Are o suprafață de 75 km2 și aproximativ 61 400 de locuitori.

## Demografie
| An:                | 1994   | 2004   | 2014   | 2024    |
| ------------------ | ------ | ------ | ------ | ------- |
| Număr de persoane: | 64.587 | 61.614 | 63.081 | 78.125  |
| Diferență:         |        | −4,60% | +2,38% | +23,84% |

| An:                | 2023   | 2024   |
| ------------------ | ------ | ------ |
| Număr de persoane: | 77.594 | 78.125 |
| Diferență:         |        | +0,68% |